# Mario Miltone
Mario Miltone (Novara, 26 agosto 1906 – Novara, 14 agosto 1976) è stato un calciatore italiano.

## Carriera
Figlio di un falegname di origine meridionale, emigrò al sud con l'amico Giulio Bobbio, esordendo in massima serie, con la maglia del Savoia il 25 gennaio 1925, contro l'Internaples. Successivamente giocò in Prima Divisione ed in quella che oggi è la Serie B con il Lecce, dove ottenne buoni giudizi dai giornalisti locali; grazie a ciò ottenne un provino con l'Ambrosiana che si concretizzò in una stagione a Milano. Dopo un ritorno al sud dove gioca per Catania e Messina, nel 1935 ritorna nella natia Novara, nella cui squadra, all'epoca allenata dal magiaro Beckey e con l'ambizione di una promozione in Serie A, s'infortuna gravemente. Ritorna quindi a Lecce e dopo il ritiro si stabilisce a Novara, aprendo un negozio di abbigliamento in Corso Rosselli.

## Palmarès

### Club

#### Competizioni nazionali
- Prima Divisione: 1

Catania: 1933-1934